# ماکوپین (نیوجرسی)
ماکوپین (به انگلیسی: Macopin) یک منطقهٔ مسکونی در ایالات متحده آمریکا است که در میلفورد غربی، نیوجرسی واقع شده‌است. ماکوپین ۳۰۶ متر بالاتر از سطح دریا واقع شده‌است.